# Unisono

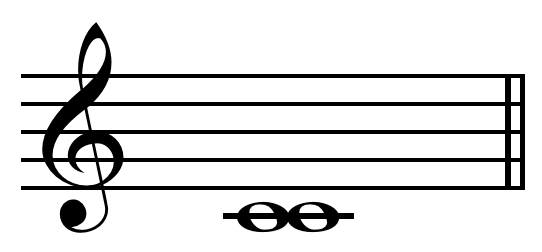
Unisono rappresentato su uno spartito

Si dice unisono (lo stesso suono) o all'unisono (a proposito dell'esecuzione), in ambito musicale, quando almeno due voci, due canti, due parti o anche due fonti sonore differenti (es: strumenti musicali), emettono, in modo simultaneo, il medesimo suono (anche se di timbro diverso) di uguale altezza di intonazione o di frequenza fondamentale.